# Гертруда фон Зулцбах
Гертруда фон Зулцбах (на немски: Gertrud von Sulzbach; * ок. 1110; † 14 април 1146, Херсфелд) e римско-немска кралица (1138 – 1146). Тя е втората съпруга на крал Конрад III.

## Биография
Гертруда е дъщеря на граф Беренгар I от Зулцбах († 1125) и втората му съпруга Аделхайд фон Дисен-Волфратсхаузен († 1126). Баща ѝ е близък на император Хайнрих IV и съветник на император Хайнрих V. Гертруда е сестра на императрица Берта фон Зулцбах (Ирина) († 1160), съпругата на византийския император Мануил I Комнин. Тя е сестра и на граф Гебхард III († 1188), женен за Матилда († 1183), дъщеря на баварския херцог Хайнрих IX Черния, на Луитгарт фон Зулцбах († сл. 1163), която се омъжва за херцог Готфрид II и става херцогиня на Долна Лотарингия, и на Матилда († 1165), омъжена за Енгелберт III, маркграф на Истрия.
През 1135/1136 г. Гертруда се омъжва за римския крал Конрад III фон Хоенщауфен. Тя и Конрад III имат двама сина:
- Хайнрих Беренгар (Хайнрих VI) († 1150), римско-немски крал от 1147 г.
- Фридрих фон Ротенбург († 1167), херцог на Швабия, ∞ 1166 за Гертруда Саксонска (* 1154, † 1197) (Велфи)

След раждането на сина ѝ Фридрих, Гертруда се разболява и умира, вероятно на 36 години, в манастира Херсфелд. Погребана е в цистерцианския манастир Ебрах.